# Frige
Frige (llamada oficialmente Santa Locaia de Frixe, aunque también recibe el nombre de Santa Leocadia de Frixe) es una parroquia y lugar español del municipio de Mugía, en la provincia de La Coruña, Galicia.

## Entidades de población
Entidades de población que forman parte de la parroquia:
- Baosilveiro (Vaosilveiro)
- Castro
- Frige (Frixe)
- Grixa (A Grixa)
- Loalo

## Despoblado
- Casa do Monte

## Demografía
| Gráfica de evolución demográfica de Frige entre 2000 y 2018 |
|                                                             |
| Datos según el nomenclátor publicado por el INE.            |